# Hải pháo 46 cm/45 Type 94
"Hải pháo 40cm/45 Loại 94" (四五口径九四式四〇糎砲 Yonjūgo-kōkei kyūyon-shiki yonjussenchi-hō) là hải pháo lớn nhất từng được dùng bởi thiết giáp hạm trong Chiến tranh thế giới thứ 2. Cỡ nòng thực tế của chúng là 46 cm nhưng được gọi là 40 cm nhằm che giấu kích thước thật của chúng.

## Mô tả
Loại 94 là súng đúc theo phương pháp đúc đa ống kết hợp gia cố bằng dây thép. Pháo được sử dụng ở dạng tháp ba súng với mỗi chiếc Yamato trang bị ba tháp. Khi toàn bộ súng và tháp được đặt vào vị trí, chúng nặng tổng cộng 2510 tấn, tương đương với khối lượng của một tàu khu trục thời bấy giờ.
Các khẩu súng của Nhật Bản có kích thước nòng lớn hơn một chút so với khẩu súng Hải pháo 18 inch của Anh quốc được chế tạo trong Chiến tranh thế giới thứ nhất, mặc dù đạn không nặng bằng. Sau đó, Anh đã thiết kế thiết giáp hạm lớp N3 với súng 18 inch nhưng không có tàu được đóng,nên quân Đồng Minh không có khẩu súng tương đương với Loại 94. Không giống như những khẩu pháo hạng nặng của các hải quân khác, chúng có thể bắn đạn đặc biệt chống máy bay (Sanshiki) còn được gọi là đạn "tổ ong".

## Chế tạo
Khoảng 27 khẩu được chế tạo cho ba tàu lớp Yamato. Hai phần ba số súng bị mất khi hai chiếc Yamato và Musashi bị đánh chìm. Mỗi ống được đúc sau đó ép dán trong ba giai đoạn. Một ống nửa chiều dài được lồng lên trên ống đầu tiên và làm co lại. Toàn bộ thành phẩm sau đó bị quấn dây và hai ống bổ sung được làm co trên toàn bộ chiều dài của các ống trước. Một ống bên trong cuối cùng sau đó được đưa vào trong khẩu súng và làm giãn nở vào vị trí. Cái ống bên trong này sau đó được đục rãnh để hoàn thành khẩu súng. Theo thiết kế này, khẩu súng này không thể thay rãnh mà phải thay thế toàn bộ ống súng sau khi bị mài mòn.
Không giống như các thiết kế trước đó, các tháp pháo, khi được kiểm tra bởi một đội kỹ thuật hải quân Mỹ, không có điểm chung với các thiết kế Vickers của Anh trước đây được sử dụng trong các thiết giáp hạm khác của Nhật. Hệ thống cẩu đạn và đút bột súng đã được đánh giá là thông minh mặc dù hơi nặng quá mức cần thiết cho một tốc độ bắn tương đối nhanh. Mỗi khẩu súng đều được gắn độc lập cho phép khả năng nâng hạ độc lập với nhau.

## Tầm bắn và thời gian bay
Với đạn chống giáp Loại 91
| Góc nâng | Tầm bắn                     | Thời gian bay |
| -------- | --------------------------- | ------------- |
| 10°      | 18.410 thước Anh (16.830 m) | 26.05 giây    |
| 20°      | 30.530 thước Anh (27.920 m) | 49.21 giây    |
| 30°      | 39.180 thước Anh (35.830 m) | 70.27 giây    |
| 40°      | 44.510 thước Anh (40.700 m) | 89.42 giây    |
| 45°      | 45.960 thước Anh (42.030 m) | 98.6 giây     |

## Góc va đập và vận tốc
Với đạn chống giáp Loại 91
| Góc nâng | Tầm bắn                     | Góc va đập | Vận tốc                        |
| -------- | --------------------------- | ---------- | ------------------------------ |
| 2.4°     | 5.470 thước Anh (5.000 m)   | 3.3°       | 2.264 foot trên giây (690 m/s) |
| 5.4°     | 10.940 thước Anh (10.000 m) | 7.2°       | 2.034 foot trên giây (620 m/s) |
| 8.6°     | 16.400 thước Anh (15.000 m) | 11.5°      | 1.844 foot trên giây (562 m/s) |
| 12.6°    | 21.870 thước Anh (20.000 m) | 16.5°      | 1.709 foot trên giây (521 m/s) |
| 17.2°    | 27.340 thước Anh (25.000 m) | 23°        | 1.608 foot trên giây (490 m/s) |
| 23.2°    | 32.810 thước Anh (30.000 m) | 31.4°      | 1.558 foot trên giây (475 m/s) |

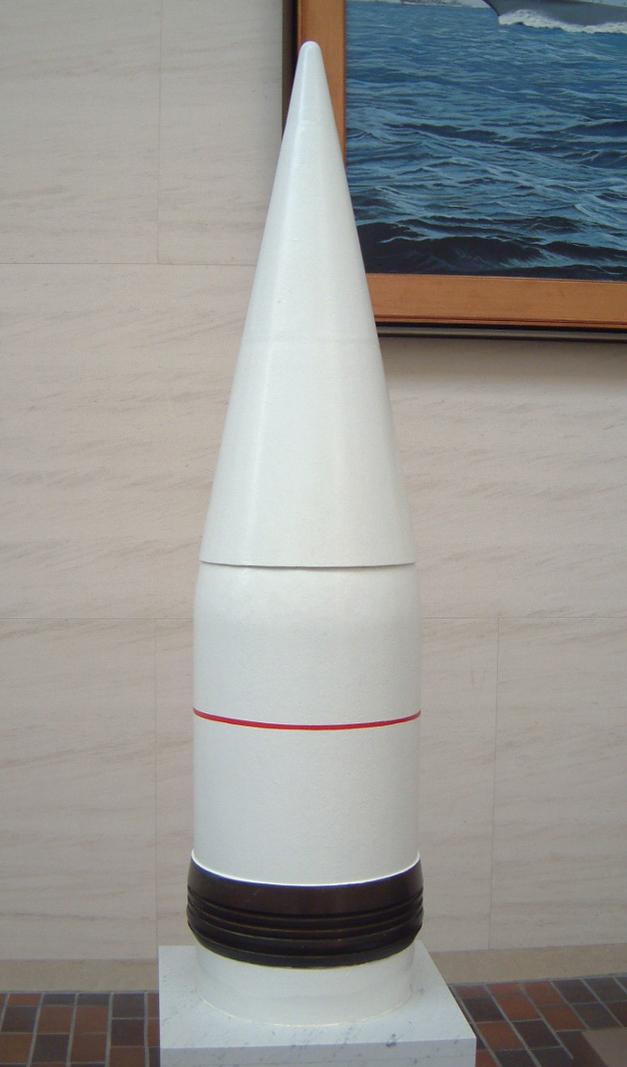
Đạn chống giáp Loại 1 tại đền Yasukuni ở Tokyo.
Bản vẽ cho thấy cấu tạo của đạn chống giáp Loại 91.
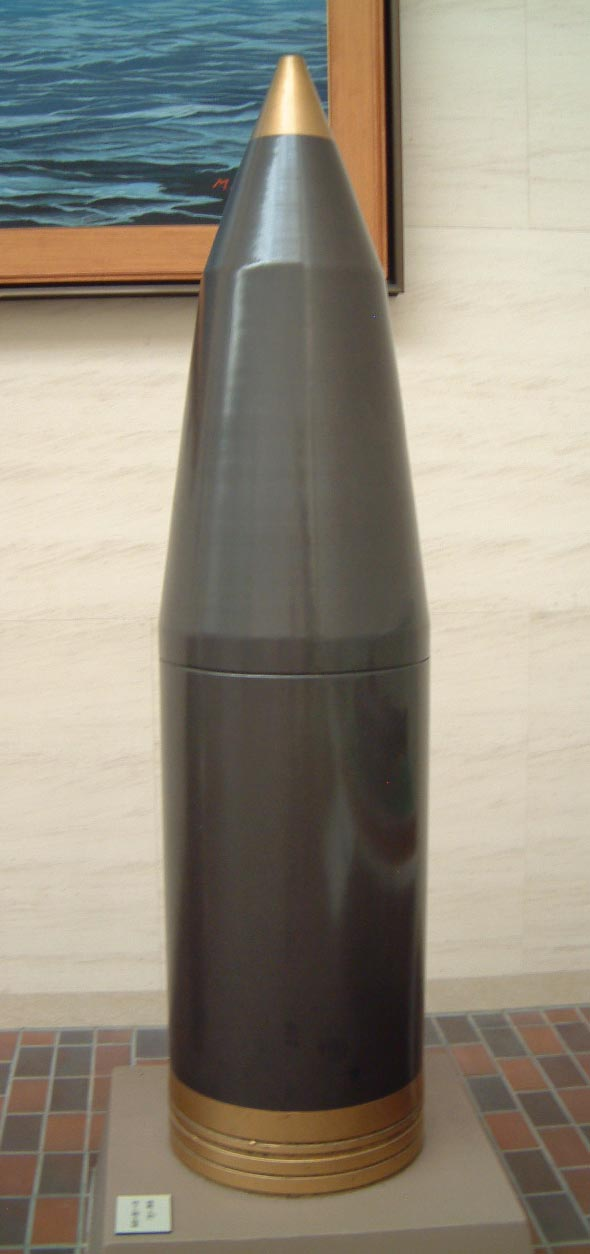
Đạn nổ mạnh Loại 0
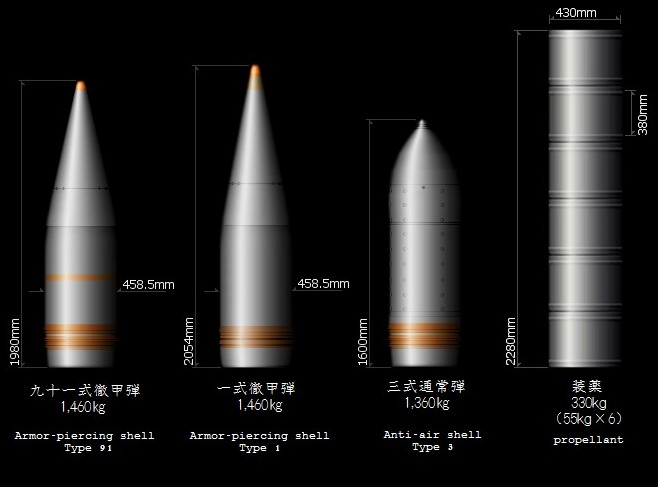
Các viên đạn của khẩu 46 cm Loại 94. Từ trái sang phải: Đạn chống giáp Loại 91, Đạn chống giáp Loại 1, Đạn phòng không loại 3, thuốc nổ